# Mycale mammiformis
Mycale mammiformis är en svampdjursart som först beskrevs av Ridley och Arthur Dendy 1886.  Mycale mammiformis ingår i släktet Mycale och familjen Mycalidae. Inga underarter finns listade i Catalogue of Life.